# باولو فوكس
باولو فوكس (بالإيطالية: Paolo Fox)‏ هو منجم وصحفي إيطالي، ولد في 7 فبراير 1961 في روما في إيطاليا.